# Joe Gibbs
Joe Gibbs (pravim imenom Joel A. Gibson , Montego Bay, Jamajka, 14. listopada 1942. – 21. veljače 2008.), jamajčanski je glazbeni producent.

## Diskografija

### Albumi
- Joe Gibbs - Dub Serial - 1972.
- Joe Gibbs - African Dub All-Mighty - 1973.
- Joe Gibbs - African Dub Chapter 2 - 1974.
- Joe Gibbs - State Of Emergency - 1976.
- Joe Gibbs - African Dub All-Mighty Chapter 3 - 1978.
- Joe Gibbs - African Dub Chapter 3 & 4 - 1978. – 1979.
- Joe Gibbs & Professionals - African Dub Chapter 4 - 1979.
- Joe Gibbs - Majestic Dub - 1979.
- Joe Gibbs Family - Wish You A Merry Rockers Christmas - 1979.
- Joe Gibbs - Rockers Carnival - 1980.
- Joe Gibbs - Reggae Christmas - 1982.
- Joe Gibbs - African Dub Chapter 5 - 1984.

### Kompilacije
- razni izvođači - Reggae Masterpiece Vol 01 - 1978. - Joe Gibbs
- razni izvođači - Irie Reggae Hits - 1979. - Joe Gibbs
- razni izvođači  - Top Ranking DJ Session - 1979. - Joe Gibbs
- razni izvođači  - Shining Stars - 1983. - Joe Gibbs
- razni izvođači  - Best Of Vintage - Joe Gibbs
- razni izvođači  - Explosive Rock Steady - 1967-1973 - Heartbeat Records (1991.)
- razni izvođači  - The Mighty Two - Heartbeat Records (1992.)
- Joe Gibbs & Friends - The Reggae Train 1968-1971 - Trojan Records (1988.)
- razni izvođači  - Love Of The Common People 1967-1979 - Trojan Records (2000.)
- razni izvođači  - Uptown Top Ranking - 1970-1978 - Trojan Records (1998.)
- Joe Gibbs & The Professionals feat. Errol Thompson - No Bones For The Dogs 1974-1979 - Pressure Sounds (2002.)
- razni izvođači  - Joe Gibbs Productions - Soul Jazz Records (2003.)
- razni izvođači  - Joe Gibbs Original DJ Classics - Rocky One
- razni izvođači  - Joe Gibbs Original DJ Classics Vol 02 - Rocky One
- razni izvođači  - Joe Gibbs Original DJ Classics Vol 03 - Rocky One
- razni izvođači  - Joe Gibbs Revive 45's Vol 01 - Rocky One
- razni izvođači  - Joe Gibbs Revive 45's Vol 02 - Rocky One
- razni izvođači  - Spotlight On Reggae Vol 01 - Rocky One
- razni izvođači  - Spotlight On Reggae Vol 02 - Rocky One
- razni izvođači  - Spotlight On Reggae Vol 03 - Rocky One
- razni izvođači  - Spotlight On Reggae Vol 04 - Rocky One
- razni izvođači  - Spotlight On Reggae Vol 06 - Rocky One
- razni izvođači  - Spotlight On Reggae Vol 07 - Rocky One
- Joe Gibbs - Scorchers From The Mighty Two - VP Records (2008.)

## Vanjske poveznice
- (engleski) Roots Archives Diskografija